# 人生は、奇跡の詩
『人生は、奇跡の詩』（じんせいはきせきのうた、原題：La tigre e la neve、英題：The Tiger and the Snow）は2005年のイタリアのドラマコメディ映画。ロベルト・ベニーニ監督・脚本・主演。戦争をテーマにした恋愛映画である。『ライフ・イズ・ビューティフル』に続き、実の妻のニコレッタと共演している。

## ストーリー
アッティリオは大学で詩を教える詩人であり、「虎と雪」という詩集で有名になった。世界のあらゆるものに詩が宿ると学生たちに教えている。毎日、愛するヴィットリアと結婚する夢を見る。ヴィットリアとの間には二人の娘がいるが、不倫が原因で別れており、結婚はしていない。アッティリオはヴィットリアに結婚してくれとせがむが、ヴィットリアは「ローマに雪が降って、その中で虎を見たら結婚するわ」とつれない。
アッティリオの友人のフアドはイラクの有名な詩人である。伝記作家のヴィットリアはフアドの伝記を書こうとしている。そんな中、イラク戦争が起き、フアドは自分の国の困難に際しバグダッドに帰る決意をする。ヴィットリアもフアドへのインタビューのため、バグダッドを訪問することになる。
そんな中、娘たちが寝静まった夜中にフアドから突然電話がある。ヴィットリアが爆撃された建物の下敷きになって病院に運ばれ、意識不明だという。アッティリオはバグダッドに向かおうとするが、戦地であるバグダッドまでの飛行機はない。友人の紹介で赤十字のボランティアになってバグダッドに向かい、やっとのことでフアドと合流して病院にたどり着く。そこで、ヴィットリアは脳水腫という症状であることが分かるが、当然のことながら、戦地のイラクに水腫の薬はない。アッティリオは、さまざまな方法で薬をかき集める。

## キャスト
※括弧内は日本語吹替
- アッティリオ・デ・ジョヴァンニ：ロベルト・ベニーニ（堀内賢雄）
- ヴィットリア：ニコレッタ・ブラスキ（高島雅羅）
- フアド：ジャン・レノ（菅生隆之）
- ナンシー・ブラウニング：エミリア・フォックス（勝生真沙子）
- 弁護士：ジャンフランコ・ヴァレット（有本欽隆）
- エルマンノ：ジュゼッペ・バッティストン（塩屋浩三）
- エミリア：キアラ・ピッリ（小島幸子）
- ローザ：アンナ・ピッリ（菊地ゆうみ）
- トム・ウェイツ：本人

## みどころ
- グリセリン

通常は利尿薬、脳圧降下薬等として用いられる。常識的に考えて素人が調剤したグリセリンでは効果はないはずだが、本作品においては前作『ライフ・イズ・ビューティフル』のテーマでもあった「やさしいウソ」として扱われている。伏線として、老人が天然痘に罹って醜くなった妻のために失明したふりをするという話が置かれている。
- 「言葉は通じないかもしれないが、アラーの神にもお祈りしよう」

キリスト教においてもイスラム教においても神は本来同じ「神」であり、宗教上・民族上の違いにより分派したものであり「宗教を超えた祈り」であるという解釈ができる。いっぽう「言葉は通じない」というところで、一線を引いているという解釈もできる。この後アッティリオはモスクの前まで行くが、中に入ることはしない。
- 戦時下イラクの病院

イラク人の医師が、外国人であるヴィットリアに対して誠実に対応している。かつて現実のイラクで、負傷した米軍兵ジェシカ・リンチに対してイラク人が手厚く治療を行い、救急車で米軍に送り返そうとしたことがジェシカ本人によって語られているが、これに対し、米国が事実を捏造し戦争プロパガンダに用いたのではないかとの疑惑もあった。